# Права ЛГБТ в Гамбии

Гамбия на карте мира

Гомосексуальные отношения в Гамбии являются уголовным преступлением. Тема гомосексуальности табуируется, а какое-либо ЛГБТ-движение отсутствует. В октябре 2014 года в стране было значительно ужесточено уголовное наказание за гомосексуальные контакты, которое теперь может в определённых «тяжких случаях» наказываться пожизненным заключением.
В Гамбии нет отдельной уголовной статьи за однополые контакты. Гомосексуальные отношения являются уголовно наказуемыми наряду с прочими «противоестественными контактами», за которые полагается тюремное заключение сроком на 14 лет. Уголовный кодекс Гамбии 1965 года в поправке 2005 года в статье 144 для лиц, вступающих в «противоестественную половую связь» с человеком или животным, предусматривается уголовная ответственность в виде лишения свободы сроком на 14 лет. При этом под «противоестественной половой связью» с другим человеком закон понимает любые анальные или оральные сексуальные контакты, введение любого предмета в анус или в вагину с целью симулирования полового акта, а также совершение любого другого гомосексуального акта.
Кроме того, за ношение мужчиной женской одежды ему может грозить тюрьма сроком на пять лет.
9 октября 2014 года президентом страны Яйей Джамме подписал закон о введении пожизненного заключения за «тяжкие формы гомосексуализма», согласно которому пожизненному заключению подлежат больные ВИЧ и СПИДом геи и лесбяинки, а также лица, повторно привлекаемые к уголовной ответственности за однополые отношения.